# Kotschya uniflora
Kotschya uniflora là một loài thực vật có hoa trong họ Đậu. Loài này được (A.Chev.) Hepper miêu tả khoa học đầu tiên.